# Burgstall Mattau
Der Burgstall Mattau liegt in der Nähe des Weilers Mattau bzw. des Pfarrdorfs Mittich, beides Ortsteile  der niederbayerischen Gemeinde Neuhaus am Inn im Landkreis Passau. Die Anlage wird als Bodendenkmal unter der Aktennummer D-2-7546-0002 im Bayernatlas als „mittelalterlicher und neuzeitlicher Burgstall Mattau“ geführt.

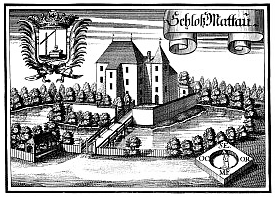
Schloss Mattau nach einem Stich von Michael Wening (1726)

## Geschichte
Im Raum von Griesbach werden  die Herren von Rottau genannt, die in enger Beziehung zum Bistum Passau standen. Erstmals wird ein Reinherus von Rottau 1076 als Ministeriale des Bistums genannt. Von ihm lässt sich eine genealogische Linie bis zu dem 1573 verstorbenen Warmund von Rottau verfolgen. Diese Familie hatte zeitweilig die Hofmarken zu Mattau, Mittich und Pocking inne und gehörten 1313 dem Landstand an. In einer 1379 ausgestellten Urkunde nennt sich ein Reichker der Rotawer nach „Madaw“. 1545 wird ein Warmund von Rothau zu Mattau genannt. Mit dem Sitz Mittich ging Mattau an den Sebaldus Fränklin über. 1603 wechselte Mattau in den Besitz der Schönbrunn, welche die Hofmark Mattau bis in das 19. Jahrhundert halten konnten. Noch 1812 sind die Hofmarken Mattau und Mittich im Landgericht Griesbach im Besitz der Freiherrn von Schönbrunn.

## Beschreibung
Der Niederungsburgstall Mattau bzw. das frühere Schloss liegen ca. 500 m südlich der Rott, die hier in den Inn einmündet.
Nach dem Stich von Michael Wening war das Schloss Mattau zu Beginn des 18. Jahrhunderts ein hoher dreigeschossiger Bau mit einem vorstehenden Treppenturm, der von einem Walmdach gedeckt war. An den Hauptbau schloss ein weiterer mit einem Turm und einem Eingangstor an. Diese Gebäude waren von einer Mauer umgeben; davor befindet sich ein breiter Wassergraben, über den eine hölzerne Brücke führt. Teilweise wird der Graben von einem Palisadenzaun begleitet.
Heute wird der Burgstall Mattau als ehemaliges Baudenkmal als Bauernhof (Haus Nr. 42) mit Resten des ehemaligen Hofmarkschlosses beschrieben. Das Wohnhaus ist auf den Grundmauern des Amtshauses errichtet und trägt die Jahreszahl 1574, was auf die Erbauungszeit dieses Gebäudeteils hinweist. Auf drei Seiten sind Reste eines früheren Ringgrabens zu erkennen. Der Hof ist durch einen bis zu 17 m breiten und 1,5 m tiefen Abschnittsgraben von der parallel laufenden Straße abgetrennt. Dessen Böschung weist nach innen 1,5 bis 2 m und nach außen eine Höhe von 1,2 m auf. Östlich und westlich gelegene Grabenpartien werden von Wasserrinnen durchzogen und bilden nördlich der Straße langgestreckte Teiche.